# Departures (film, 2008)
Pour les articles homonymes, voir Departure.
Pour plus de détails, voir Fiche technique et Distribution.
Departures (おくりびと, Okuribito) est un film japonais réalisé en 2008 par Yōjirō Takita, avec Masahiro Motoki et Ryōko Hirosue.
Grand succès au Japon, ce long-métrage, qui évoque un musicien au chômage découvrant le monde des  rites funéraires, remporte en 2009 l'Oscar du meilleur film en langue étrangère lors de la 81e cérémonie des Oscars.
Les musiques du film ont été composées par Joe Hisaishi.

## Synopsis
Daigo Kobayashi, un violoncelliste dans un orchestre à Tokyo, perd son travail à cause de la dissolution de l'orchestre. Après avoir abandonné son métier de violoncelliste, il décide de vendre son violoncelle qu'il avait récemment acheté 18 millions de yens, puis décide de déménager dans son village natal, Sakata, Yamagata, avec sa femme. Un jour, il tombe sur une petite annonce intitulée « départs assistés » pour l'agence NK (NKエージェント, NK ējento, en français « agence MEB »). Il va à l'entretien d'embauche en pensant que c'est un travail pour une agence de voyages. Mais lors de l'entretien, il découvre que NK/MEB est l'abréviation pour mise en bière (納棺, nōkan), et qu'il est là pour assister le « départ ». Le directeur de l'agence NK, décide immédiatement de recruter Daigo après que celui-ci a confirmé qu'il était prêt à travailler dur. Le salaire est de 500 000 yens par mois avec un bonus de 20 000 yens pour l'entretien. N'ayant pas d'autre travail en perspective, Daigo décide d'accepter l'offre. Cependant, quand il rentre chez lui, il est incapable d'avouer à sa femme pour quel genre de métier il a été embauché, et donc explique être employé dans l'industrie des cérémonies occasionnelles.
Le premier jour de Daigo est difficile : il fait figurant dans une vidéo, où il tient le rôle du cadavre pendant que son chef explique et réalise la procédure de mise en bière. Plus dur encore, il doit pour sa première mission, nettoyer, habiller et appliquer des cosmétiques au corps d'une vieille dame retrouvée deux semaines après sa mort, toute seule chez elle. Bien qu'il ait des nausées à la vue et à l'odeur du corps sans vie, son besoin d'argent le pousse à continuer cette nouvelle carrière. Daigo fait un certain nombre de missions et expérimente la joie et la gratitude de son travail exprimé par les proches qui assistent à la cérémonie. Il commence à ressentir un sentiment de satisfaction dans son travail quand sa femme, Mika, découvre la vidéo d'explication et lui demande d'abandonner ce métier qui la rebute. Daigo refuse cependant d'arrêter, sa femme retourne alors chez ses parents. Même son ami d'enfance, Yamashita, apprenant quel métier Daigo fait, lui demande de trouver un métier qu'il juge plus respectable, puis l'évite à cause de son refus.
Pourtant, peu de temps après, la femme de Daigo revient lui annonçant qu'elle est enceinte et lui supplie de trouver une autre source de revenu. À ce moment-là, le téléphone sonne avec une nouvelle mission. La mère de Yamashita, Tsuyako, qui s'occupait toute seule de bains publics locaux, vient de mourir. Devant Yamashita, sa famille et Mika, Daigo prépare le corps de Tsuyako pour son départ et gagne le respect et la compréhension de tous. Puis un jour, un télégramme est délivré à la maison de Daigo : son père divorcé depuis l'âge de six ans est mort. Daigo refuse d'aller voir son défunt père, mais Mika et la collègue de Daigo vont le convaincre d'y aller. Les pompes funèbres viennent récupérer le cadavre du père de Daigo mais Daigo décide finalement de faire personnellement la mise en bière de son père.

## Fiche technique
- Titre : Departures
- Titre original : おくりびと (Okuribito?)[1]
- Réalisation : Yōjirō Takita
- Scénario : Kundō Koyama (en)
- Production : Toshiaki Nakazawa, Ichirō Nobukuni (ja) et Toshihisa Watai
- Musique : Joe Hisaishi
- Photographie : Takeshi Hamada
- Montage : Akimasa Kawashima (ja)
- Décors : Fumio Ogawa
- Pays d'origine :  Japon
- Langue originale : japonais
- Format : couleur - 1,85:1[1]
- Genre : comédie dramatique
- Durée : 130 minutes[1]
- Dates de sortie :
  - Japon : 13 septembre 2008[1]
  - France : 15 mars 2009 (festival du film asiatique de Deauville)[2]

## Distribution
- Masahiro Motoki : Daigo Kobayashi
- Tsutomu Yamazaki : Ikuei Sasaki
- Ryōko Hirosue : Mika Kobayashi
- Kazuko Yoshiyuki : Tsuyako Yamashita
- Kimiko Yo (VF : Déborah Perret) : Yuriko Uemura
- Takashi Sasano (en) (VF : Philippe Ariotti) : Shokichi Hirata
- Tetta Sugimoto (en) (VF : Stéphane Pouplard) : Yamashita
- Tōru Minegishi : Yoshiki Kobayashi
- Tatsuo Yamada : Togashi
- Yukari Tachibana (en) : Rie Yamashita
- Tarō Ishida : Sonezaki
- Sanae Miyata (ja) : Naomi Togashi
- Ryōsuke Ōtani (en) : le père de Tomeo
- Mitsuyo Hoshino (ja) : Kazuko Kobayashi
- Tarō Suwa : le père en colère à la séance d'embaumement

 Source et légende : version française (VF) sur RS Doublage

## Production
Inspiré du roman autobiographique d'Aoki Shinmon (es) Coffinman: The Journal of a Buddhist Mortician (納棺夫日記, Nōkanfu Nikki), le film fut en fabrication durant dix ans. Motoki a étudié l'art de la mise en bière en pratiquant avec un spécialiste, et appris à jouer du violoncelle durant les premières parties du film. Le réalisateur essaya de comprendre les sentiments des familles en deuil. Alors que la mort est sujette à une grande cérémonie, c'est également un tabou au Japon. C'est pourquoi le réalisateur était inquiet de la façon dont les gens percevraient le film et ne s'attendait pas à un tel succès commercial.

## Récompenses

### Internationales
- 81e cérémonie des Oscars : Oscar du meilleur film en langue étrangère (Best Foreign Language Film)
- 3e Asian Film Awards : meilleur acteur pour Masahiro Motoki
- 17e Golden Rooster Award : meilleure image, meilleur réalisateur et meilleur acteur pour Masahiro Motoki
- 28e Hawaii International Film Festival : prix du public
- 32e Montreal World Film Festival : grand prix des Amériques
- 20e Palm Springs International Film Festival : Mercedes-Benz Audience Award for Best Narrative Feature

### Nationales
- 51e Blue Ribbon Awards : meilleur acteur pour Masahiro Motoki
- 33e Hochi Film Awards : meilleur film
- 32e Japan Academy Prize : meilleur film, meilleur réalisateur pour Yōjirō Takita, meilleur scénario (Kundō Koyama (en)), meilleur acteur pour Masahiro Motoki, meilleur acteur dans un second rôle (Tsutomu Yamazaki), meilleure actrice dans un second rôle (Kimiko Yo), meilleure photographie, meilleur montage, meilleur son, meilleures lumières[6]
- 82e Kinema Junpō Awards : meilleur film, meilleur réalisateur, meilleur scénario et meilleur acteur pour Masahiro Motoki
- 63e prix du film Mainichi : meilleur film, meilleur son
- 21e Nikkan Sports Film Award : meilleur film et meilleur réalisateur (en)
- 2008 Trailer Zen Festival : grand prix
- 30e Yokohama Film Festival : meilleur film, meilleur réalisateur et meilleures actrices dans un second rôle (Kimiko Yo, Ryōko Hirosue)